# Benjamin L. Newmark
Benjamin L. Newmark (* 17. März 1984 in Brooklyn, New York City, New York) ist ein US-amerikanischer Schauspieler.

## Leben
Newmark wurde am 17. März 1984 im New Yorker Stadtbezirk Brooklyn geboren. Er beschloss Schauspieler zu werden, nachdem er Peter Sellers im Film Dr. Seltsam oder: Wie ich lernte, die Bombe zu lieben gesehen hatte. 2007 verließ er die William Paterson University mit einem Bachelor-Abschluss in Kommunikation. Er errang außerdem einen Abschluss als Barkeeper an der American Bartending School. Er ist seit dem 9. Juli 2013 mit Sarah Newmark verheiratet. Die beiden haben drei gemeinsame Kinder.
2004 gab Newmark mit einer Episodenrolle in der Fernsehserie New York Cops – NYPD Blue sein Schauspieldebüt. Im Folgejahr wirkte er in einer Episodenrolle in der Fernsehserie Law & Order und in einer Nebenrolle im Blockbuster Krieg der Welten mit. 2006 stellte er im Fernsehfilm Introducing Lennie Rose einen Barkeeper dar und konnte für diese Darstellung auf seine Ausbildung an der American Bartending School zurückgreifen. Mit Seeking Nirvana und It Smells Like Teen Spirit spielt er in zwei Produktionen mit, die auf die Band Nirvana anspielen. Zum Jahr 2013 zog er sich aus der Filmindustrie zurück, da eine Filmproduktion nicht umgesetzt wurde. Anschließend versuchte er sich als Theater- und Werbedarsteller und arbeitete als Berater, Ghostwriter oder Produzent für Studentenfilme.
Ab 2023 erschienen Filmproduktionen, in denen Newmark wieder als Schauspieler mitspielte. So stellte er unter anderen in diesem Jahr die Rolle des Drogendealers Shane im Tierhorrorfilm Methgator dar. Im selben Jahr verkörperte er die Rolle des Roger im Horrorfilm Forest of Death, für dessen Fortsetzung er 2024 in A Cold Grave dieselbe Rolle erneut verkörperte.

## Filmografie (Auswahl)
- 2004: New York Cops – NYPD Blue (NYPD Blue, Fernsehserie, Episode 11x19)
- 2005: Law & Order (Fernsehserie, Episode 15x19)
- 2005: Krieg der Welten (War of the Worlds)
- 2006: Introducing Lennie Rose (Fernsehfilm)
- 2006: Beer League
- 2007: A.k.a Jersey
- 2008: Blood, Sweat, & Brando
- 2008: Ceistiú (Kurzfilm)
- 2008: Gossip Girl (Fernsehserie, Episode 2x03)
- 2009: Chronicles of the Beyond
- 2009: Hollow Spaces
- 2010: Boardwalk Empire (Fernsehserie, Episode 1x12)
- 2010: Analog (Kurzfilm)
- 2011: Rescue Me (Fernsehserie, Episode 7x08)
- 2012: Seeking Nirvana
- 2012: Dark Passages (Kurzfilm)
- 2023: Bennet’s Cow-Eyed Girl
- 2023: Forest of Death
- 2023: Methgator
- 2023: Parched 3: Beached
- 2024: A Cold Grave